# Liste der Sub-Distrikte von Botswana

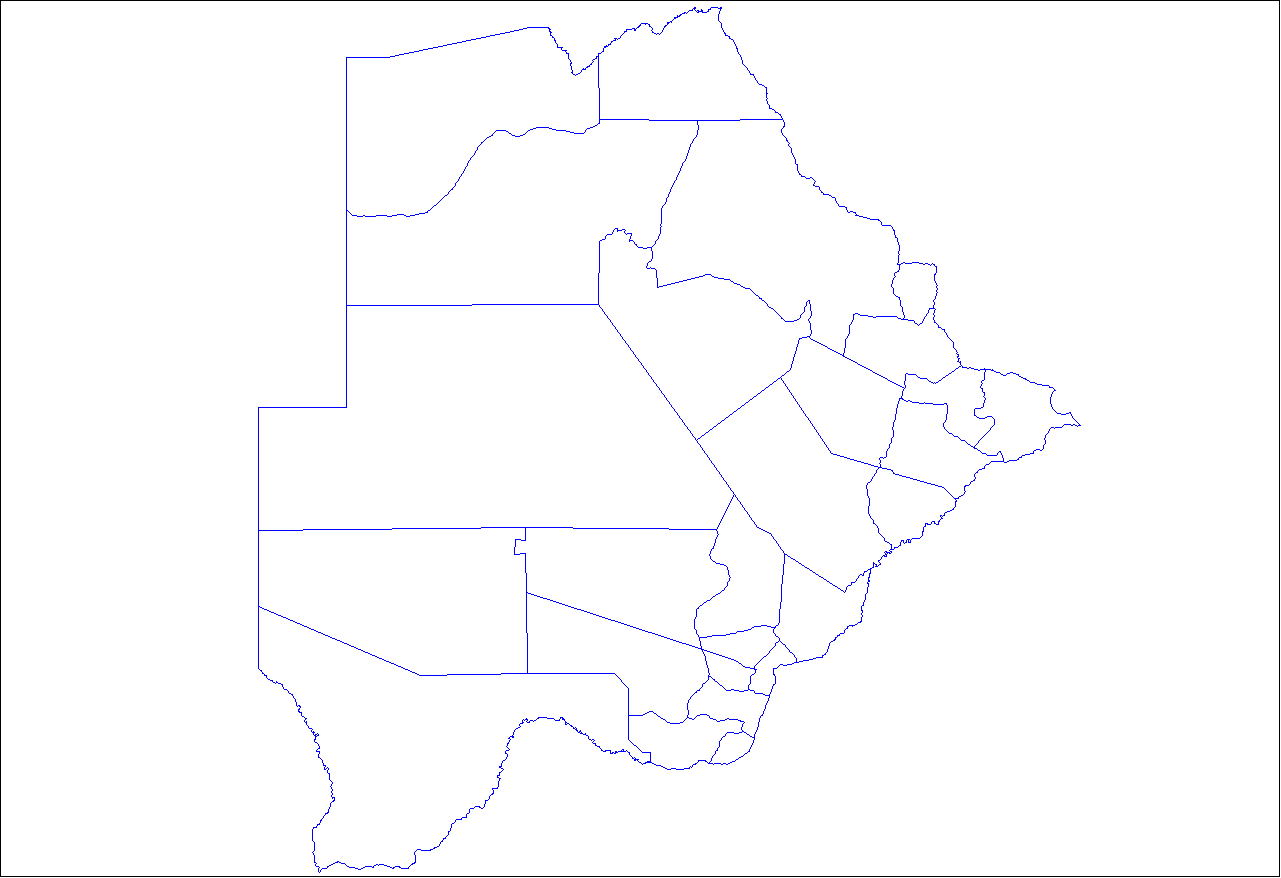
Sub-Distrikte von Botswana

Die Liste der Sub-Distrikte von Botswana (englisch: sub-districts) enthält die verwaltungsmäßigen Untereinheiten der Distrikte von Botswana. Neben den Distrikten gibt es sechs Städte (City oder Town), die eigene Verwaltungen haben. 

## Central District
- Bobonong
- Boteti
- Mahalapye
- Orapa
- Serowe/Palapye
- Tutume

## Chobe District
(keine)

## Ghanzi District
- Central Kalahari Game Reserve
- Ghanzi

## Kgalagadi District
- Kgalagadi North
- Kgalagadi South

## Kgatleng District
(keine)

## Kweneng District
- Kweneng East
- Kweneng West

## North East District
keine

## North West District
- Delta
- Ngamiland North
- Ngamiland South

## South East District
(keine)

## Southern District
- Barolong
- Ngwaketse
- Ngwaketse West